# Psyché (Q174)
«Псифі» (Q174) (фр. Psyché (Q174) — військовий корабель, підводний човен типу «Діан» військово-морських сил Франції часів Другої світової війни.
Підводний човен «Псифі» був закладений 26 грудня 1930 року на верфі компанії Chantiers et Ateliers Augustin Normand у Гаврі. 4 серпня 1932 року він був спущений на воду. 23 грудня 1933 року корабель увійшов до складу ВМС Франції.

## Історія служби
Підводний човен проходив службу в лавах французького флоту.
У листопаді 1940 року «Псифі» роззброєний разом з підводними човнами «Архімед», «Аурор», «Ла Вестале», «Султан», «Аретуз», «Аргонаут» і «Ореада», коли перебував у Тулоні. 17 грудня 1940 року «Псифі», «Аурор» і «Ореада» в супроводі есмінця «Альбатрос» вийшли з Тулона, прибувши до Орана через два дні; 22 грудня вони перетнули Гібралтарську протоку і наступного дня досягли Касабланки.
У листопаді 1942 року, коли відбулася висадка союзників у Північній Африці, «Псифі» перебував на військово-морській базі в Касабланці (разом з підводними човнами «Сіді Феррух», «Конкеран», «Ле Тоннант», «Антіоп», «Амазон», «Орфі», «Сібил», «Медюз», «Амфітріт» і «Ореад»). Вранці 8 листопада французькі кораблі та підводні човни в порту потрапили під потужний артилерійський вогонь американських кораблів: лінкора «Массачусеттс» і важких крейсерів «Тускалуза» та «Вічита» і штурмовиків з авіаносця «Рейнджер». В результаті атаки «Псифі» затонув.